# Pales humilis
Pales humilis là một loài ruồi trong họ Tachinidae.